# Ekofisk

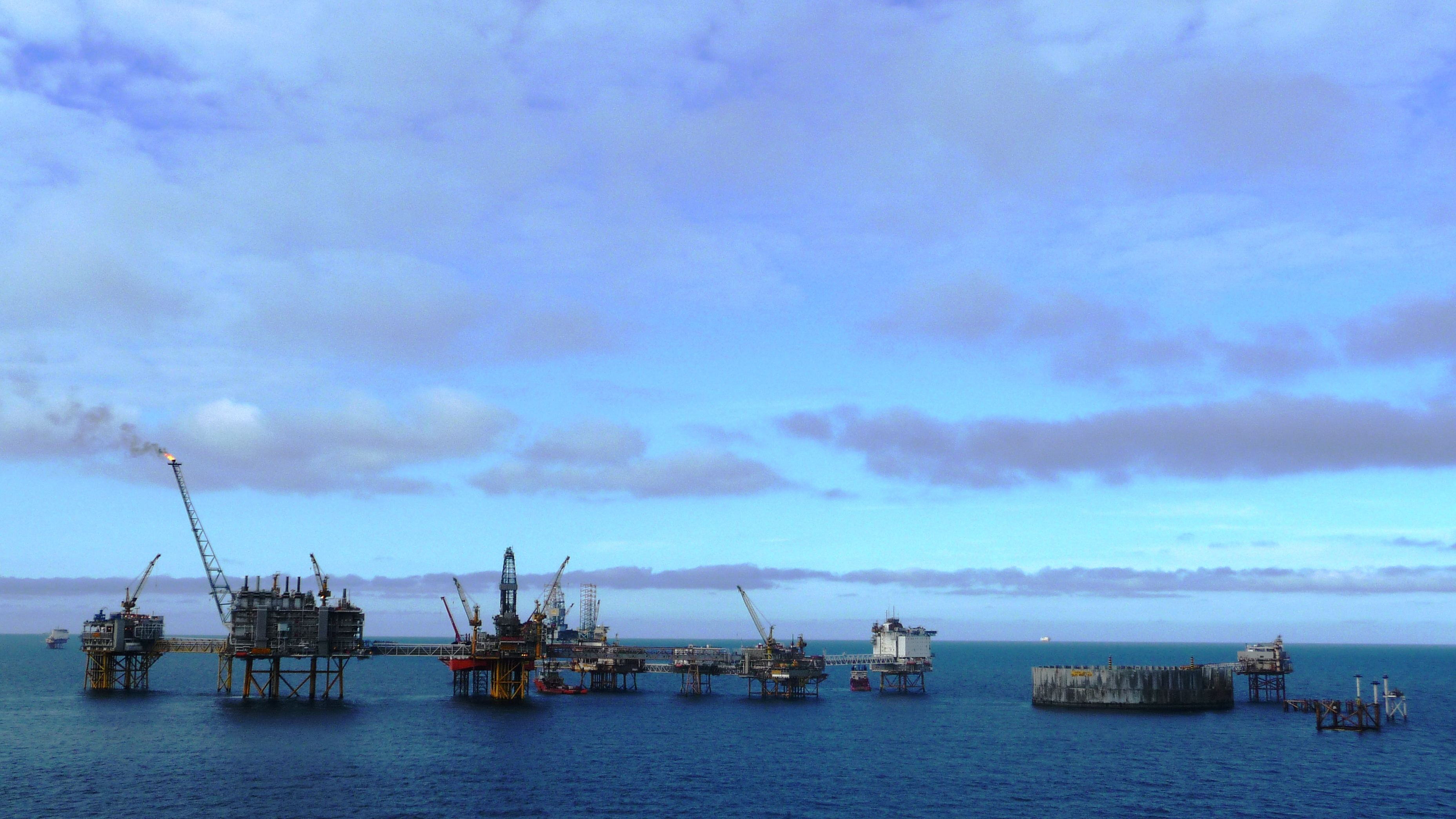
Plattformen auf dem Ekofisk-Komplex

Ekofisk ist ein Öl- und Gasfeld auf dem Kontinentalschelf Norwegens in der zentralen Nordsee. Mit geschätzten Reserven von 3,8 Milliarden Barrel ist es nach Statfjord das größte Ölfeld der Nordsee. Die Entdeckung des Ekofiskfelds 1969 löste den Ölboom an der Nordsee aus. Aktueller Betreiber ist ConocoPhillips Skandinavia AS, weitere Mitglieder im Ekofiskkonsortium sind TotalEnergies, Norsk Agip, Norsk Hydro und Statoil. Das Feld liegt etwa 270 Kilometer von der Festlandküste entfernt im Central Graben und nur knapp nördlich der Grenze zwischen norwegischem und dänischem Sektor der Nordsee.

## Geologie
Der Nordseeboden über dem Ekofiskfeld liegt in 70 bis 74 Meter Wassertiefe, ist vergleichsweise eben und besteht aus feinem Sand. Die Ekofiskanlagen gewinnen das Öl vor allem aus der Ekofiskschicht, einer Gesteinsschicht in etwa 3000 bis 3500 Meter Tiefe. Sie besteht aus sekundärer Kreide. Die Coccolithen-Ablagerungen aus der späten Kreidezeit wurden im Känozoikum erodiert und setzten sich dann im heutigen Ekofiskgebiet ab. Über der Kreideschicht lagerte sich undurchlässiger Tonstein ab, der eine Wanderung des in der Kreide gebundenen Wassers und später des Öls nach oben verhinderte. Der Druck in den Gesteinsporen beträgt das 1,4fache des in dieser Tiefe üblichen, die Reservoirtemperatur etwa 130 Grad Celsius.
Der Druck sorgte dafür, dass die Poren offen bleiben. Heute liegt die Porosität bei knapp 50 Prozent, das heißt die Hälfte der Kreideschicht besteht aus Poren. Ähnliche Gesteine haben eine Porosität von 3 bis 40 Prozent, wobei 10 bis 20 Prozent den Normalfall darstellt und schon 40 Prozent ein seltener Ausnahmewert ist. Durch einen Salzstock unterhalb der festgefügten Kreide entwickelte die Kreide eine hohe Permeabilität. Der Salzstock dehnte sich im Laufe der Zeit aus, drückte die Kreide nach oben, wobei bei dieser Bewegung zahlreiche Poren aufbrachen und sich miteinander verbanden. Diese außergewöhnlich hohe Permeabilität erlaubt eine gute Durchlässigkeit gegenüber dem Rohöl, die zur Eignung der Ekofiskformation als Öllagerstätte beitrug.
Seit 1985 senkt sich aufgrund der Erdölförderung der Boden im Ekofiskfeld etwa einen halben Meter pro Jahr. Die durch den Überdruck entstandenen Mikroporen schließen sich, nachdem Öl abgepumpt wurde. Diese Senkung ist die ausgeprägteste im Fördergebiet der Nordsee und war nicht vorhergesehen worden. Um weiterhin die Sicherheit der Bohrinseln vor einer Jahrhundertwelle zu gewährleisten, musste die zentrale Bohrinsel nachträglich aufwändig und kostenintensiv aufgestockt werden. Als sich die Senkung fortsetzte, wurden neue Plattformen errichtet.
Als Kohlenwasserstoff produziert und mit Wasser ersetzt wurde, begann sich die Kreide aufgrund mikroskopischer interkristalliner Hochdruckverbindungen aufzulösen und formte sich neu zu einer kompakteren, weniger porösen Struktur. Es wurde eine Bewegung von mehreren Metern festgestellt. Berechnungen von Phillips Petroleum zeigten, dass am Ende der Kompressionsphase mit einer Absenkung von nahezu 6 Metern gerechnet werden musste. Die norwegische Regierung drängte Phillips dazu, aktiv zu werden. Der französische Berater TECHNIP wurde beauftragt, eine Lösung zu finden.
Da 5 von 7 Plattformen miteinander verbunden waren, mussten diese gleichzeitig etwa 6 Meter angehoben werden. Die Lösung bestand in der Verlängerung der Stahlrohr-Beine der Plattformen. Nachdem die Last der 5 Plattformen auf die Hebevorrichtungen verlagert worden war, trennte man aus den Standbeinen circa einen Meter heraus und schweißte an das obere und untere Ende einen Flansch. So konnten die 5 Plattformen gleichzeitig in einer groß angelegten Operation ungefähr 6 Meter angehoben und anschließend Verlängerungsrohre eingesetzt werden. Nach Verschraubung der Flansche waren die Plattformen wieder sicher und stabil.
Die 4 Tage dauernde Aktion war am 17. August 1987 um 11:30 Uhr abgeschlossen, dank 108 Hydraulikzylindern, synchronisiert mit einem Netzwerk von 14 NUM-760-CNC-Steuerungen. Die Lagetoleranz der Zylinder untereinander (3 Millimeter für die 6 Meter Anhebung pro Plattform und max. 100 Millimeter zwischen den Plattformen) musste für 38 Stunden gehalten werden. Einige Tage zuvor wurde die Hotelplattform angehoben, die nicht mit den anderen Plattformen verbunden war. Die Gesamttragfähigkeit aller Zylinder betrug ungefähr 40.000 Tonnen und wurde im Guinness-Buch der Rekorde als die größte Bergungsarbeit publiziert.

## Geschichte

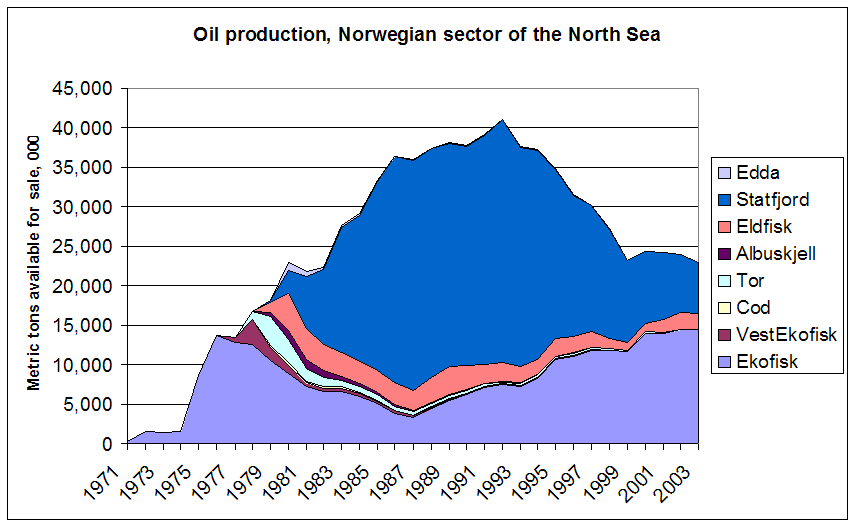
Fördermengen norwegischer Ölfelder 1971 bis 2003. Ekofisk wird durch hellblau symbolisiert.

Die Phillips Petroleum Company entdeckte das Feld am 23. Dezember 1969 und führte damit die erste erfolgreiche Erkundungsbohrung in der Nordsee durch. Nach der Erschließung begann 1971 die Produktion. Ekofisk gilt als das zweitgrößte Öl- und Gasfeld nach dem Statfjord-Feld. Es wurde 2001 zum nationalen Kulturdenkmal erklärt. Das Ekofiskfeld gehörte mit zur ersten Lizenzierungsrunde in norwegischen Gewässern. Dies war eine der beiden Runden, die ohne direkten Staatseinfluss stattfand und die einzige, die komplett von Privatunternehmen betrieben wurde.
1971 begann der Bau des Ekofisktanks. Er ist ähnlich aufgebaut wie ein Getreidesilo, ist in neun Bereiche aufgeteilt, hat eine Grundfläche von 50 Meter × 50 Metern, ist insgesamt 90 Meter hoch und ist umgeben von einem Wellenbrecher mit 95 Metern Durchmesser. Hergestellt wurde die Zementkonstruktion im tiefen, aber geschützten Wasser eines Fjords aus vorfabrizierten Teilstücken, die auf das schwimmende Fundament aufgesetzt wurden.
Da der norwegische Staat das Abfackeln von Erdgas nicht erlaubte, schloss Philipp Petroleum 1973 einen Vertrag mit einem Konsortium aus Ruhrgas, Gaz de France, Distrigas und Gasunie, die sich verpflichteten, alles Erdgas vom Feld abzunehmen zu einem Preis, der direkt an den Ölpreis gekoppelt war. Etwas später schlossen die Genannten einen identischen Vertrag für das benachbarte Eldfisk-Feld. Die Gaspipeline, die das Gas auf den Kontinent bringt, ist die Europipe quer durch das Niedersächsische Wattenmeer nach Emden. Mit einer fast 350 Kilometer langen Pipeline ist das Feld seit 1980 an die Raffinerie Seal Sands am Nordufer des Tees in Nordengland angebunden.
Anfang der 2000er Jahre untersuchte das norwegische Oljedirektoratet, ob sich in den Ölfeldern Ekofisk und Gullfaks eine Enhanced Oil Recovery lohnen würde. Es kam zu dem Ergebnis, dass die Technik erst bei einem Ölpreis zwischen 22 und 33 USD/Barrel ökonomisch wäre, während Industrieschätzungen damals einen Ölpreis von 27 bis 33 USD/Barrel prognostizierten. Das Projekt wurde damals verworfen.

## Unfälle
Das Feld war Schauplatz mehrerer gravierender Unfälle.
Am 22. April 1977 ereignete sich auf Ekofisk Bravo einer der größten bisher stattgefundenen Blowouts auf einem Offshore-Ölfeld. In sieben Tagen flossen 23.000 Tonnen Rohöl in die Nordsee und breiteten sich über ein Areal von 40.000 km² aus. Opfer davon waren vor allem Seevögel, während andere marine Organismen nur wenig Schaden nahmen.
Wenige Jahre später kam es zum bis dahin größten Unglück in der Offshore-Ölgewinnung, als am 27. März 1980 die Plattform „Alexander L. Kielland“ kenterte, wobei 123 Menschen ums Leben kamen.
Eine Monsterwelle traf die Plattform „Two-Four-Delta“ im zweiten Jahr ihres Bestehens. Die 30-Meter-Welle kostete keine Leben, da sich die Two-Four-Delta noch im Aufbaustadium befand, ein größerer Teil des Unterbaus erlitt jedoch bleibende Schäden.

## Ökologische Auswirkungen
Das Ekofiskfeld war eines der ersten, an dem die Auswirkungen von Bohrinseln als künstliche Riffs erforscht wurden. Ende der 1970er-Jahre zeigten Angelversuche mit Leinen und Netzen eine bemerkenswerte Konzentration von Kabeljau in unmittelbarer Nähe von Plattformen. Deren Rate halbierten sich jeweils in 50, 100 und 200 Meter Entfernung von den Plattformen. Die Forscher führten den erhöhten Kabeljaubestand auf hohe Krill-Raten zurück, die sich vermutlich aufgrund künstlicher Beleuchtung und Strömungsänderungen in der Nähe der Plattformen ansammelten.